# مقاطعة زنويمو
مقاطعة زنويمو (بالتشيكية: Okres Znojmo)‏ هي مقاطعة (أوكريس) في إقليم جنوب مورافيا في جمهورية التشيك.
عاصمة هذه المقاطعة هي زنويمو.

## اقرأ أيضاً
- مقاطعات جمهورية التشيك